# Cypel (Szczawnica)
Cypel – wyspa na Dunajcu, w granicach administracyjnych Szczawnicy.

## Opis
Zlokalizowana jest poniżej Pienińskiego Przełomu Dunajca. Ma podłużny kształt i długość ok. 580 metrów. Wyspę opływają dwie odnogi Dunajca – główny nurt od zachodu, które przy niskim stanie rzeki przekształcą ją w półwysep (cypel). Południowa część wyspy znajduje się w granicach Pienińskiego Parku Narodowego.
W latach 1925–1934 na Cyplu znajdował się pensjonat Marii i Tadeusza Wolskich „Biały Domek”, w którym funkcjonowała stacja noclegowa Polskiego Towarzystwa Tatrzańskiego. Budynek został zniesiony i zniszczony 15 lub 16 lipca 1934 w wyniku największej powodzi w międzywojennej Polsce.
W latach 1986–1987, podczas budowy Zapory Niedzica, na Cyplu zasadzono okazy zagrożonej w Polsce wymarciem paproci pióropusznik strusi. Pochodziły z zatoki Harczy Grunt, która miała znaleźć się na dnie Jeziora Czorsztyńskiego. Na wysokości wyspy, na prawym brzegu Dunajca, położone jest Schronisko PTTK Orlica, poniżej którego przebiega Droga Pienińska.

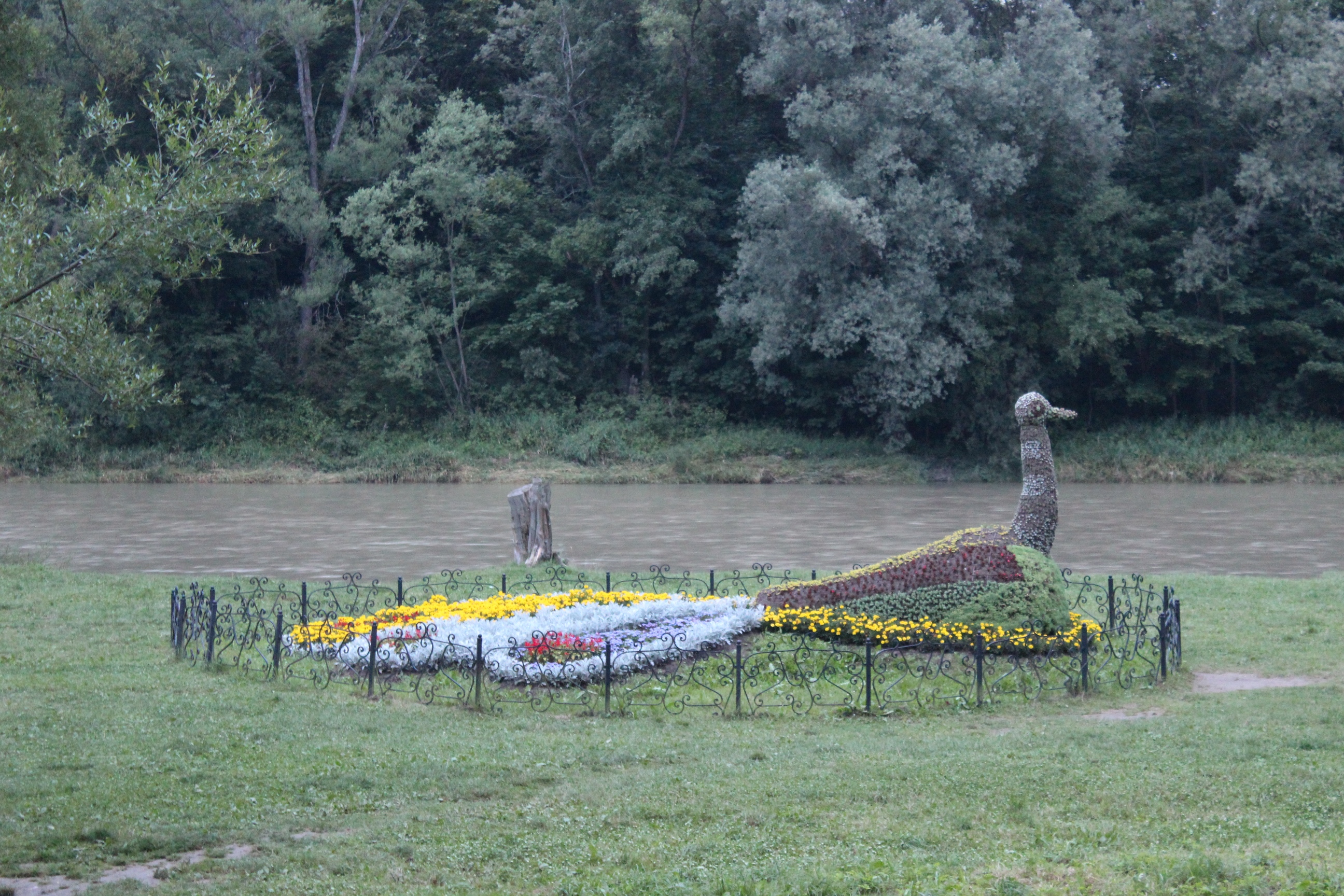
Kompozycja kwiatowa na wyspie